# Rypticus carpenteri
Rypticus carpenteri is een straalvinnige vissensoort uit de familie van de zaag- of zeebaarzen (Serranidae). De wetenschappelijke naam van de soort werd voor het eerst geldig gepubliceerd in 2012 door Baldwin & Weigt.